# Патагонский валлийский
Патагонский валлийский (валл. Cymraeg y Wladfa) — диалект валлийского языка, на котором говорят в аргентинской Патагонии, главным образом в валлийской колонии в провинции Чубут, основанной выходцами из Уэльса, отдельные носители встречаются во всей Аргентине. Этнологи помещают этот диалект в категории 5 («развивающихся») — это означает, что диалект используется «энергично» и имеет место его «стандартизированное использование, но оно в целом не является устойчивым»
Образовательные программы и проекты на валлийском языке в Аргентине финансируются главным образом правительством Уэльса, Британским советом, университетом Кардиффа и Валлийской ассоциацией Аргентины. В 2005 году в провинции Чубут действовало 62 класса с преподаванием на валлийском, кроме того, валлийский как учебный предмет преподавался в двух начальных школах и двух колледжах двух в городе Гайман провинции Чубут. Существует также школа с преподаванием на валлийском «Ysgol yr Hendre» в городе Трелью и колледж в городе Эскель.
Патагонский валлийский отличается от диалектов валлийского языка, бытующих в самом Уэльсе. В провинции Чубут имеется ряд топонимов валлийского происхождения.
По оценкам на 2001 год, численность говорящих на патагонском валлийском оценивалась от 5 до 12 тысяч носителей, для которых он является первым языком, и порядка 25 тысяч, для которых он является вторым языком.

## История
Переселенцы из Уэльса впервые прибыли в Патагонию в 1865 году; причиной их эмиграции было желание защитить валлийский язык и культуру, которым, по их мнению, в Уэльсе угрожала «англизация». После этого на протяжении века контакты с исторической родиной были немногочисленны, и число носителей валлийского языка в Аргентине снижалось. Ситуация изменилась в год празднования столетия колонии, в 1965 году, когда в Аргентину хлынули многочисленные гости из Уэльса, после этого численность носителей языка увеличилось.
В 1945—1946 годах BBC World Service проводила радиошоу в Патагонии на валлийском языке.
В 2004 году валлийскоязычное сообщество Аргентины обратилось к правительству Уэльса с просьбой о получении доступа к телевещанию на валлийском языке, чтобы поощрять изучение языка и увеличивать число его носителей.